# Gouvernement Kern
 (août 2023).
Si vous disposez d'ouvrages ou d'articles de référence ou si vous connaissez des sites web de qualité traitant du thème abordé ici, merci de compléter l'article en donnant les références utiles à sa vérifiabilité et en les liant à la section « Notes et références ».
IIe République d'Autriche
Faymann II Kurz I
Le gouvernement Kern (en allemand : Bundesregierung Kern) est le gouvernement fédéral de la république d'Autriche entre le 18 mai 2016 et le 18 décembre 2017, sous la XXVe législature du Conseil national.
Il est dirigé par le social-démocrate Christian Kern, successeur de Werner Faymann après sa démission, et repose sur une « grande coalition » entre sociaux-démocrates et conservateurs. Il succède au gouvernement Faymann II et cède le pouvoir au premier gouvernement de Sebastian Kurz après la victoire de l'ÖVP aux élections législatives anticipées.

## Historique du mandat
Ce gouvernement est dirigé par le nouveau chancelier fédéral social-démocrate Christian Kern. Il est constitué et soutenu par une « grande coalition » entre le Parti social-démocrate d'Autriche (SPÖ) et le Parti populaire autrichien (ÖVP). Ensemble, ils disposent de 99 députés sur 183, soit 54 % des sièges du Conseil national.
Il est formé à la suite de la démission du chancelier Werner Faymann, au pouvoir depuis décembre 2008.
Il succède donc au gouvernement Faymann II, constitué et soutenu par une coalition identique.

### Formation
Après la déroute du candidat social-démocrate au premier tour de l'élection présidentielle le 24 avril 2016, Faymann annonce le 9 mai suivant sa démission immédiate. Tandis que le vice-chancelier conservateur Reinhold Mitterlehner assume l'intérim de la direction de l'exécutif, le SPÖ choisit comme nouveau chancelier fédéral Christian Kern, jusqu'ici président des Chemins de fer fédéraux (ÖBB).
Il prend officiellement ses fonctions le 17 mai. Tandis que l'ÖVP confirme l'intégralité de ses ministres, le SPÖ procède au remplacement de la moitié d'entre eux.

### Succession
Le 10 mai 2017, Reinhold Mitterlehner annonce à son tour qu'il se retire, victime de dissensions internes à l'ÖVP. Le Parti populaire se choisit alors comme nouveau président le ministre fédéral des Affaires étrangères Sebastian Kurz, âgé de 30 ans. Dès son entrée en fonction le 14 mai, il fait savoir qu'il souhaite la dissolution du Conseil national. Il trouve alors un accord avec le Parti social-démocrate et des élections législatives anticipées sont programmées pour le 15 octobre suivant.
Le ministre fédéral de la Justice Wolfgang Brandstetter est nommé par le Parti populaire vice-chancelier le 17 mai. Premier indépendant à exercer cette fonction, sa désignation est critiquée par Kern, pour qui ce poste devait revenir à Kurz, qui l'avait décliné.
À l'issue du scrutin, l'ÖVP redevient le premier parti d'Autriche. Il forme alors une « coalition turquoise-bleue » avec le Parti de la liberté d'Autriche (FPÖ), ce qui permet à Kurz de constituer son gouvernement.

## Composition

### Initiale (18 mai 2016)
- Par rapport au gouvernement Faymann II, les nouveaux ministres sont indiqués en gras, ceux ayant changé d'attributions en italique.

| Fonction                                                                                 | Nom | Nom                                                                                                | Parti |
| ---------------------------------------------------------------------------------------- | --- | -------------------------------------------------------------------------------------------------- | ----- |
| Chancelier fédéral                                                                       |     | Christian Kern                                                                                     | SPÖ   |
| Vice-chancelier Ministre fédéral de la Science, de la Recherche et de l'Économie         |     | Reinhold Mitterlehner                                                                              | ÖVP   |
| Ministre fédéral des Finances                                                            |     | Hans Jörg Schelling                                                                                | ÖVP   |
| Ministre fédéral de l'Europe, de l'Intégration et des Affaires étrangères                |     | Sebastian Kurz                                                                                     | ÖVP   |
| Ministre fédéral de la Jeunesse et de la Famille                                         |     | Sophie Karmasin                                                                                    | Sans  |
| Ministre fédéral de la Santé et des Femmes                                               |     | Sabine Oberhauser (jusqu'au 15/02/2017) Alois Stöger a.i. jusqu'au 08/03/2017) Pamela Rendi-Wagner | SPÖ   |
| Ministre fédéral de l'Intérieur                                                          |     | Wolfgang Sobotka                                                                                   | ÖVP   |
| Ministre fédéral de la Justice                                                           |     | Wolfgang Brandstetter                                                                              | Sans  |
| Ministre fédéral des Arts, de la Culture, de la Constitution et les Médias               |     | Thomas Drozda                                                                                      | SPÖ   |
| Ministre fédéral de la Défense nationale et des Sports                                   |     | Hans Peter Doskozil                                                                                | SPÖ   |
| Ministre fédéral de l'Agriculture, des Forêts, de l'Environnement et des Eaux            |     | Andrä Rupprechter                                                                                  | ÖVP   |
| Ministre fédéral du Travail, des Affaires sociales et de la Protection des consommateurs |     | Alois Stöger                                                                                       | SPÖ   |
| Ministre fédéral de l'Éducation                                                          |     | Sonja Hammerschmid                                                                                 | SPÖ   |
| Ministre fédéral des Transports, de l'Innovation et de la Technologie                    |     | Jörg Leichtfried                                                                                   | SPÖ   |

### Remaniement du17 mai 2017
- Les nouveaux ministres sont indiqués en gras, ceux ayant changé d'attributions en italique.

| Fonction                                                                                 | Nom | Nom                   | Parti |
| ---------------------------------------------------------------------------------------- | --- | --------------------- | ----- |
| Chancelier fédéral                                                                       |     | Christian Kern        | SPÖ   |
| Vice-chancelier Ministre fédéral de la Justice                                           |     | Wolfgang Brandstetter | Sans  |
| Ministre fédéral des Finances                                                            |     | Hans Jörg Schelling   | ÖVP   |
| Ministre fédéral de l'Europe, de l'Intégration et des Affaires étrangères                |     | Sebastian Kurz        | ÖVP   |
| Ministre fédéral de la Jeunesse et de la Famille                                         |     | Sophie Karmasin       | Sans  |
| Ministre fédéral de la Santé et des Femmes                                               |     | Pamela Rendi-Wagner   | SPÖ   |
| Ministre fédéral de l'Intérieur                                                          |     | Wolfgang Sobotka      | ÖVP   |
| Ministre fédéral des Arts, de la Culture, de la Constitution et les Médias               |     | Thomas Drozda         | SPÖ   |
| Ministre fédéral de la Défense nationale et des Sports                                   |     | Hans Peter Doskozil   | SPÖ   |
| Ministre fédéral de l'Agriculture, des Forêts, de l'Environnement et des Eaux            |     | Andrä Rupprechter     | ÖVP   |
| Ministre fédéral du Travail, des Affaires sociales et de la Protection des consommateurs |     | Alois Stöger          | SPÖ   |
| Ministre fédéral de l'Éducation                                                          |     | Sonja Hammerschmid    | SPÖ   |
| Ministre fédéral de la Science, de la Recherche et de l'Économie                         |     | Harald Mahrer         | ÖVP   |
| Ministre fédéral des Transports, de l'Innovation et de la Technologie                    |     | Jörg Leichtfried      | SPÖ   |